# Cyclanthera carthagenensis
Cyclanthera carthagenensis är en gurkväxtart som först beskrevs av Nikolaus Joseph von Jacquin, och fick sitt nu gällande namn av H.Schaef. och S.S.Renner. Cyclanthera carthagenensis ingår i släktet springgurkor, och familjen gurkväxter. Inga underarter finns listade i Catalogue of Life.